# 239 a.C.

## Eventos
- Caio Mamílio Turrino e Quinto Valério Falto, cônsules romanos.

## Mortes
- Giscão, oficial militar cartaginês.